# Richard Kleineibst
Richard Kleineibst (geboren 30. März 1886 in Weilburg; gestorben 27. April 1976 in Kilchberg) war ein deutsch-schweizerischer Politiker und Journalist.

## Leben
Richard Kleineibst wuchs in einer jüdischen Familie auf. Er war der Sohn von Eduard Kleineibst und Johanna Jeßel. Seine zwei Schwestern wurden Opfer des Holocaust. Er verließ noch vor der Reifeprüfung die Schule und arbeitete in Frankfurt und auch in Paris als kaufmännischer Angestellter. In Paris hatte er eine Liaison mit Alma Thal (1886–1950), einer aus Russland geflohenen Sozialistin, sie bekamen den Sohn Wolfgang (1909–1993), der bei ihr aufwuchs und von ihrem ersten Ehemann, Eduard Wasow, adoptiert wurde. Alma bekam mit Eduard Wasow noch einen Sohn sowie zwei Kinder mit ihrem zweiten Ehemann Herbert Lepère, einem Bruder von Kleineibsts Frau Claire Lepère.

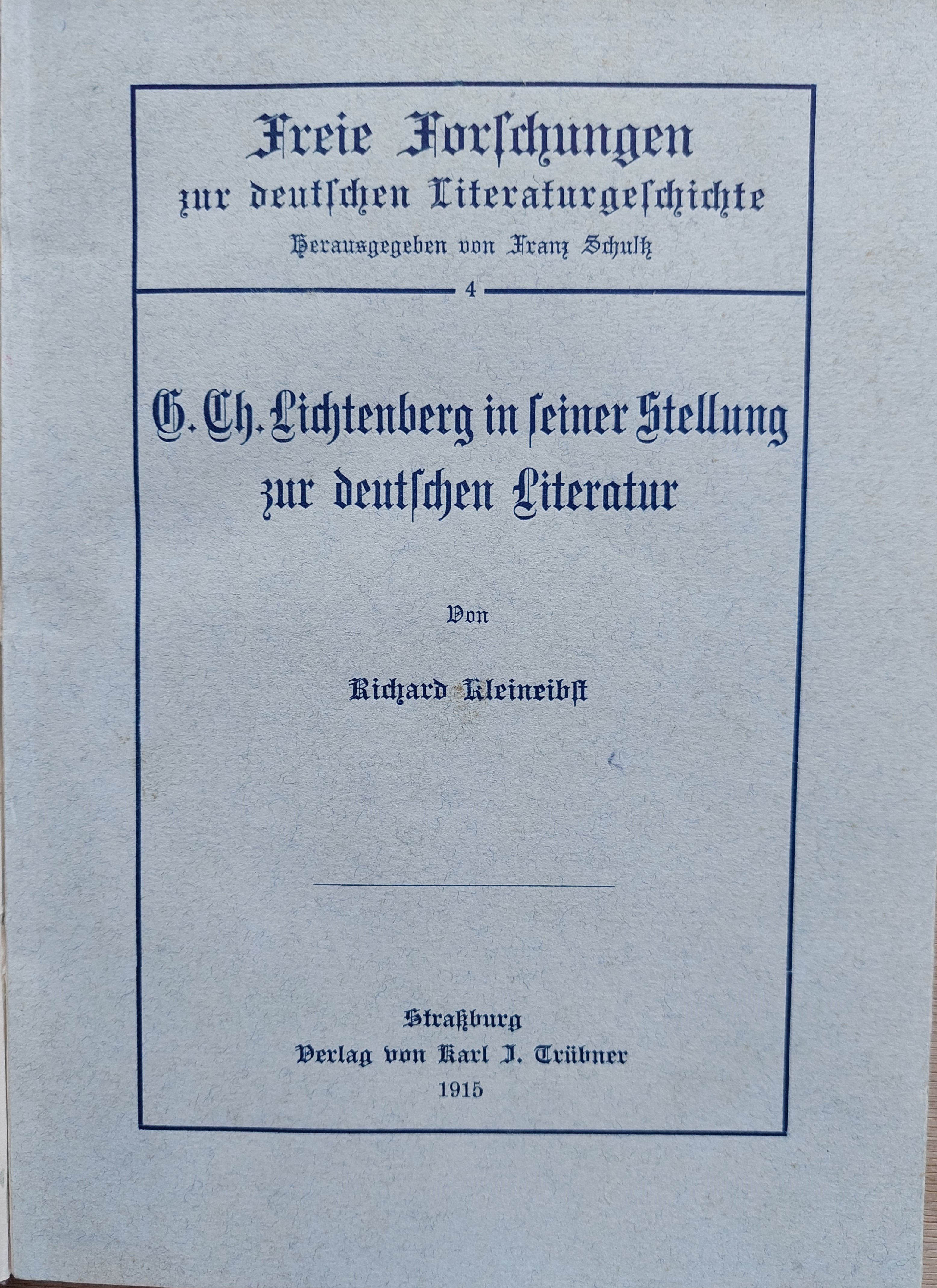
Promotion in Straßburg 1915

Kleineibst holte 1909 das Abitur nach, studierte Philologie in München, Göttingen und Berlin und wurde 1915 mit einer Dissertation über Georg Christoph Lichtenberg bei Franz Schultz an der Universität Straßburg promoviert. Er war danach bis 1918 Soldat im Ersten Weltkrieg und nach Kriegsende im Arbeiter- und Soldatenrat in Freiburg im Breisgau aktiv. Er schloss sich der SPD an und wurde Zeitungsredakteur in Aschaffenburg, dann bei der Volksstimme in Chemnitz und von 1926 bis 1931 bei der Volkszeitung für die Oberlausitz in Löbau. Kleineibst heiratete die Schriftstellerin Claire Lepère.
In der SPD gehörte er zum pazifistischen Flügel und schrieb für die von Paul Levi herausgegebene Korrespondenz und für die Sozialistischen Monatshefte. 1931 verließ er die SPD und wurde Mitgründer der Sozialistischen Arbeiterpartei Deutschlands (SAPD) und Chefredakteur der Sozialistischen Arbeiterzeitung. Auf dem Parteitag der SAPD im März 1932 wurde er zwar in den Parteivorstand gewählt, verlor aber als Anhänger des pazifistischen Flügels um Anna Siemsen das Amt bei der Parteizeitung. Auf Grund seiner Einschätzung der politischen Situation in Deutschland ging er bereits im Mai 1932 als Auslandskorrespondent in die Schweiz, ließ sich aber doch noch überzeugen, im Oktober 1932 in Berlin die Redaktion des Organs der Deutschen Friedensgesellschaft (DFG) Das Andere Deutschland zu übernehmen. Nach der Machtübergabe an die Nationalsozialisten 1933 floh er dann mit seiner Frau in die Schweiz. Im März 1933 verließ er mit der Gruppe um Kurt Rosenfeld und Max Seydewitz die Partei und schloss sich in der Schweiz der Religiös-Sozialen Vereinigung um Leonhard Ragaz an. Für die Ragaz-Gruppe in der Sozialdemokratischen Partei der Schweiz erarbeitete er 1934/35 das Parteiprogramm Plan der Arbeit.
Mit Hilfe der Schweizer Sozialisten erhielt er eine Arbeitserlaubnis und arbeitete die nächsten Jahre als freier Mitarbeiter für die Zeitungen Volksrecht in Zürich, Volksstimme in St. Gallen und schrieb für das Organ Sozialistische Warte des Internationalen Sozialistischen Kampfbundes (ISK) in Paris. Er schrieb unter den Pseudonymen Klaus Bühler, Mathias Merker, Florian Fechter und anderen, er führte aber kein Publikationsverzeichnis, so dass seine Beiträge nur schwerlich rekonstruierbar sind.
Kleineibst und seine Frau Claire Lepère erhielten 1950 das Schweizer Bürgerrecht.

## Schriften
- G. Ch. Lichtenberg in seiner Stellung zur deutschen Literatur. De Gruyter, 1915; Straßburg, Univ., Diss., 1915
- Klaus Bühler: Englands Schatten über Europa : 300 Jahre britischer Außenpolitik. Paris : Éditions Nouvelles Internationales, 1938
- Catherine Owens Peare: Albert Einstein. Übersetzung Richard Kleineibst. Hamburg : Europäische Verlags-Anstalt, 1951
- Elmer Rice: Menschen am Broadway : Roman einer Weltstadt. Übersetzung Richard Kleineibst. Frankfurt am Main: Europäische Verlags-Anstalt, 1952